# Henry Lincoln
Henry Lincoln (eigentlich: Henry Soskin; * 12. Februar 1930 in London; † 24. Februar 2022) war ein britischer Autor und Schauspieler.

## Leben
Im Zusammenhang mit der Verschwörungstheorie um die Prieuré de Sion beschäftigte Lincoln sich vor allem mit dem modernen Mythos um den Schatz von Rennes-le-Château in Südfrankreich. Zu seinen bekanntesten Veröffentlichungen gehörte der gemeinsam mit Michael Baigent und Richard Leigh verfasste Bestseller The Holy Blood and the Holy Grail (dt. Der Heilige Gral und seine Erben) aus dem Jahr 1982. Einige darin veröffentlichte Ideen wurden in Dan Browns Roman Sakrileg sowie im dritten Teil des Computeradventures Gabriel Knight verwendet.
Er schrieb außerdem einige Drehbücher, darunter für die Fernsehserie The Expert aus den Jahren 1968 bis 1976 und für die Fernsehserie Hadleigh aus den Jahren 1969 bis 1976. Er gehörte zu den Drehbuchautoren des Horrorfilms Die Hexe des Grafen Dracula (Curse of the Crimson Altar) aus dem Jahr 1968, in dem Boris Karloff und Christopher Lee spielten.
In der Dokumentarserie The Secret aus dem Jahr 1993 trat er als Sprecher auf. Im Dokumentarfilm Da Vinci Code Decoded aus dem Jahr 2004 trat er neben Dan Brown auf, ebenso im dänischen Film Temalørdag: Da Vinci mysteriet og den hellige gral aus dem Jahr 2005.
In seinem gemeinsam mit Erling Haagensen erstellten DVD-Dokumentarfilm von 2005, Origins of the Da Vinci Code, geht es um angebliche Manifestationen in der Umgebung von Rennes-le-Château und auf der Insel Bornholm. Die Rosenlinie, eine Fiktion Dan Browns in seinem Roman Sakrileg, endet angeblich in Südfrankreich in einer Reihe von geometrischen Figuren, Pentagrammen und Hexagrammen, gebildet von Gebäuden und Hügeln. Diese Formen findet man Lincoln zufolge auf Bornholm wieder.